# 戴東旻
戴東旻（？—？），字日文，號初陽，浙江严州府建德县匠籍。明朝政治人物。

## 生平
万历四十年（1612年）壬子科浙江乡试第四十七名举人，萬曆四十七年（1619年）己未科進士，授歙縣知縣，歙地狹人稠，仰食他郡，爰鑿譚家橋新河四十里，以通米運，復筑龍王山堤以衛民居，至今稱戴公隄。秩滿，遷儀部郎，轉河南汝寧兵備副使。時流氛日熾，洛陝川湖所在被寇，東旻躬擐甲胄，率祖寬、左良玉、陳洪範諸將与劇寇張獻忠、羅汝才、李自成等四十餘戰，前後告捷，以僉都御史巡撫鄖陽。初，獻忠入楚，破穀城，圍光化，東旻單騎馳赴，賊乃解圍，大破于林雙溝等處，獻忠勢窮乞降，總理熊文燦主撫，東旻疏請先剿後撫，閣臣楊嗣昌左袒文燦，獻忠因得安插穀城，而東旻坐免。未幾，獻忠叛，焚襄樊，罪主抚者，文燦辭連東旻，亦被逮，後帝省東旻疏，前言盡驗，欲再用之，而東旻已病卒七日矣。當東旻被逮入都，長子茂葵追隨輦下，欲叩闕訴冤，遘病先卒，父子忠孝，海內傷之。

## 紀念
严州府治前有“作忠资父坊”，为封公戴啓祥、大中丞戴东旻建。墓在兴仁门外碧溪坞。

## 家族
曾祖戴鈿。祖戴震亨，字元吉，隆庆丁卯举人，历彭泽教谕、永新知县。父戴啓祥，字警弦，孝子，赠河南参政，累赠中宪大夫佥都御史。祖母方氏、母俞氏，俱赠恭人。